# Saison 2017-2018 de l'Association sportive de Béziers Hérault
Cette page présente la saison 2017-2018 de l'Association sportive de Béziers Hérault en Pro D2.

## Entraîneurs
- David Aucagne : entraîneur principal
- David Gérard : entraineur des avants
- Rodney Howe : préparateur physique

## La saison

### Calendrier et résultats

#### Matchs amicaux
- AS Béziers - RC Narbonne :  31-28
- AS Béziers - USO Nevers :  18-22

#### Pro D2
| - AS Béziers - RC Vannes : 29-27 - Aviron bayonnais - AS Béziers : 27-23 - Biarritz olympique - AS Béziers : 18-9 - AS Béziers - Stade aurillacois : 31-27 - FC Grenoble - AS Béziers : 33-28 - AS Béziers - USA Perpignan : 21-8 - USO Nevers - AS Béziers : 12-19 - AS Béziers - US Carcassonne : 27-10 - US Montauban - AS Béziers : 30-27 - AS Béziers - RC Narbonne : 19-34 - Stade montois - AS Béziers : 43-12 - AS Béziers - Soyaux Angoulême XV : 24-34 - AS Béziers - US Dax : 26-10 - RC Massy - AS Béziers : 19-27 - AS Béziers - Colomiers rugby : 22-19 | - AS Béziers - FC Grenoble : 38-8 - RC Vannes - AS Béziers : 32-0 - USA Perpignan - AS Béziers : 22-23 - AS Béziers - Biarritz olympique : 24-20 - Soyaux Angoulême XV - AS Béziers : 32-8 - AS Béziers - Stade montois : 28-18 - Stade aurillacois - AS Béziers : 24-14 - AS Béziers - RC Massy : 44-31 - Colomiers rugby - AS Béziers : 13-26 - AS Béziers - Aviron bayonnais : 35-30 - RC Narbonne - AS Béziers : 21-68 - AS Béziers - US Montauban : 12-12 - US Dax - AS Béziers: 15-23 - US Carcassonne - AS Béziers : 19-38 - AS Béziers : USO Nevers : 36-22 |

#### Classement de la saison régulière
| Rang | Club                 | J  | V  | N | D  | Bo | Bd | Pm  | Pe  | Diff | Pts |
| ---- | -------------------- | -- | -- | - | -- | -- | -- | --- | --- | ---- | --- |
| 1    | USA Perpignan        | 30 | 20 | 1 | 9  | 12 | 3  | 919 | 571 | +348 | 97  |
| 2    | US Montauban         | 30 | 20 | 2 | 8  | 4  | 4  | 679 | 546 | +133 | 92  |
| 3    | FC Grenoble (R)      | 30 | 20 | 1 | 9  | 4  | 2  | 775 | 667 | +108 | 88  |
| 4    | Stade montois        | 30 | 17 | 0 | 13 | 12 | 4  | 753 | 540 | +213 | 84  |
| 5    | AS Béziers           | 30 | 19 | 1 | 10 | 4  | 2  | 756 | 670 | +86  | 84  |
| 6    | Biarritz olympique   | 30 | 17 | 0 | 13 | 7  | 5  | 789 | 694 | +95  | 80  |
| 7    | USO Nevers (P)       | 30 | 15 | 0 | 15 | 6  | 3  | 656 | 580 | +76  | 69  |
| 8    | Aviron bayonnais (R) | 30 | 14 | 1 | 15 | 5  | 6  | 732 | 764 | -32  | 69  |
| 9    | Colomiers Rugby      | 30 | 14 | 1 | 15 | 6  | 5  | 637 | 678 | -41  | 69  |
| 10   | RC Vannes            | 30 | 12 | 0 | 18 | 6  | 8  | 721 | 739 | -18  | 62  |
| 11   | Stade aurillacois    | 30 | 13 | 1 | 16 | 2  | 5  | 641 | 716 | -75  | 61  |
| 12   | RC Massy (P)         | 30 | 13 | 0 | 17 | 2  | 5  | 633 | 682 | -49  | 59  |
| 13   | Soyaux Angoulême XV  | 30 | 13 | 1 | 16 | 2  | 3  | 592 | 661 | -69  | 59  |
| 14   | US Carcassonne       | 30 | 11 | 0 | 19 | 4  | 5  | 585 | 767 | -182 | 53  |
| 15   | US Dax               | 30 | 9  | 1 | 20 | 2  | 6  | 602 | 767 | -165 | 46  |
| 16   | RC Narbonne          | 30 | 7  | 2 | 21 | 2  | 1  | 547 | 975 | -428 | 35  |

|  | Qualification pour les demi-finales (no 1, no 2).         |
|  | Qualification pour les barrages (no 3, no 4, no 5, no 6). |
|  | Relégation en Fédérale 1 (no 15 et no 16).                |
|  | R : relégués 2017 • P : promus 2017                       |

#### Phase finale
|  | Barrages                                                    | Barrages                                                    |                                               |                                               | Demi-finales                                         | Demi-finales                                         |  |  | Finale                                           | Finale                                           |
|  | Barrages                                                    | Barrages                                                    |                                               |                                               | Demi-finales                                         | Demi-finales                                         |  |  | Finale                                           | Finale                                           |
|  |                                                             |                                                             |                                               |                                               |                                                      |                                                      |  |  |                                                  |                                                  |
|  | 21 avril 2018 15 h 15 au stade Guy-Boniface, Mont-de-Marsan | 21 avril 2018 15 h 15 au stade Guy-Boniface, Mont-de-Marsan |                                               |                                               | 29 avril 2018 14 h 15 au stade Aimé-Giral, Perpignan | 29 avril 2018 14 h 15 au stade Aimé-Giral, Perpignan |  |  | 6 mai 2018 15 h au stade Ernest-Wallon, Toulouse | 6 mai 2018 15 h au stade Ernest-Wallon, Toulouse |
|  | 21 avril 2018 15 h 15 au stade Guy-Boniface, Mont-de-Marsan | 21 avril 2018 15 h 15 au stade Guy-Boniface, Mont-de-Marsan |                                               |                                               | 29 avril 2018 14 h 15 au stade Aimé-Giral, Perpignan | 29 avril 2018 14 h 15 au stade Aimé-Giral, Perpignan |  |  | 6 mai 2018 15 h au stade Ernest-Wallon, Toulouse | 6 mai 2018 15 h au stade Ernest-Wallon, Toulouse |
|  | 21 avril 2018 15 h 15 au stade Guy-Boniface, Mont-de-Marsan | 21 avril 2018 15 h 15 au stade Guy-Boniface, Mont-de-Marsan | [1] USA Perpignan                             | 28                                            |                                                      |                                                      |  |  | 6 mai 2018 15 h au stade Ernest-Wallon, Toulouse | 6 mai 2018 15 h au stade Ernest-Wallon, Toulouse |
|  | [4] Stade montois                                           | 31                                                          | [1] USA Perpignan                             | 28                                            |                                                      |                                                      |  |  | 6 mai 2018 15 h au stade Ernest-Wallon, Toulouse | 6 mai 2018 15 h au stade Ernest-Wallon, Toulouse |
|  | [4] Stade montois                                           | 31                                                          | [4] Stade montois                             | 8                                             |                                                      |                                                      |  |  | 6 mai 2018 15 h au stade Ernest-Wallon, Toulouse | 6 mai 2018 15 h au stade Ernest-Wallon, Toulouse |
|  | [5] AS Béziers Hérault                                      | 23                                                          | [4] Stade montois                             | 8                                             |                                                      |                                                      |  |  | 6 mai 2018 15 h au stade Ernest-Wallon, Toulouse | 6 mai 2018 15 h au stade Ernest-Wallon, Toulouse |
|  | [5] AS Béziers Hérault                                      | 23                                                          | 28 avril 2018 18 h au stade Sapiac, Montauban | 28 avril 2018 18 h au stade Sapiac, Montauban | [1] USA Perpignan                                    | 38                                                   |  |  |                                                  |                                                  |
|  | 21 avril 2018 19 h au stade des Alpes, Grenoble             |                                                             | 28 avril 2018 18 h au stade Sapiac, Montauban | 28 avril 2018 18 h au stade Sapiac, Montauban | [1] USA Perpignan                                    | 38                                                   |  |  |                                                  |                                                  |
|  |                                                             | [3] FC Grenoble                                             | 28 avril 2018 18 h au stade Sapiac, Montauban | 28 avril 2018 18 h au stade Sapiac, Montauban | 13                                                   |                                                      |  |  |                                                  |                                                  |
|  | [3] FC Grenoble                                             | [3] FC Grenoble                                             | 28 avril 2018 18 h au stade Sapiac, Montauban | 28 avril 2018 18 h au stade Sapiac, Montauban | 13                                                   | 33                                                   |  |  |                                                  |                                                  |
|  | [3] FC Grenoble                                             | [3] FC Grenoble                                             | 22                                            |                                               |                                                      | 33                                                   |  |  |                                                  |                                                  |
|  | [6] Biarritz olympique                                      | [3] FC Grenoble                                             | 22                                            | 26                                            |                                                      |                                                      |  |  |                                                  |                                                  |
|  | [6] Biarritz olympique                                      | [2] US Montauban                                            | 15                                            | 26                                            |                                                      |                                                      |  |  |                                                  |                                                  |
|  |                                                             | [2] US Montauban                                            | 15                                            |                                               |                                                      |                                                      |  |  |                                                  |                                                  |

#### Barrages
| 21 avril 2018 15 h 15 | Stade montois | 31 - 23 (13 - 11) | AS Béziers                                                                             | stade Guy-Boniface, Mont-de-Marsan Arbitre : Adrien Descottes |
| 21 avril 2018 15 h 15 | Essai(s) : 3 J.Cabannes (26e), Malafosse (47e), Matanavou (48e) Transformation(s) : 2 Gerber (26e, 47e) Pénalité(s) : 4 Gerber (11e, 15e, 72e, 79e) |                   | Essai(s) : 1 Pinto Ferrer (24e) Pénalité(s) : 6 Porical (10e, 37e, 48e, 55e, 60e, 63e) | stade Guy-Boniface, Mont-de-Marsan Arbitre : Adrien Descottes |
| 21 avril 2018 15 h 15 | |                   |                                                                                        | stade Guy-Boniface, Mont-de-Marsan Arbitre : Adrien Descottes |

### Effectif pro
| Nom                            | Poste            | Naissance         | Nationalité sportive | International | Dernier club                             | Arrivée au club (année) |
| ------------------------------ | ---------------- | ----------------- | -------------------- | ------------- | ---------------------------------------- | ----------------------- |
| Francisco Fernandes            | Pilier           | 6 septembre 1985  | Portugal             | 20 (5)        | Tyrosse RCS                              | 2011                    |
| Zakaria El Fakir               | Pilier           | 29 janvier 1997   | France               | -             | Formé au club                            | 2011                    |
| Vitolio Manukula               | Pilier           | 25 avril 1984     | France               | -             | Aviron bayonnais                         | 2014                    |
| Timothée Lafon                 | Pilier           | 17 février 1989   | France               | -             | US Dax                                   | 2015                    |
| Alexandre Betti                | Pilier           | 15 janvier 1987   | France               |               | Formé au club                            | 2015                    |
| Reda Wardi                     | Pilier           | 2 août 1995       | France               | -             | Formé au club                            | 2015                    |
| Karim Kouider                  | Pilier           | 15 septembre 1985 | France               | -             | Lyon OU                                  | 2016                    |
| Jamie Hagan                    | Pilier           | 15 janvier 1987   | Irlande              | 1 (0)         | Melbourne Rebels                         | 2016                    |
| Quentin Samaran                | Pilier           | 30 décembre 1997  | France               | -             | Formé au club                            | 2017                    |
| Santiago Iglesias Valdez       | Pilier           | 22 mai 1993       | Argentine            |               | Universitario rugby club de Tucuman (en) | 2017                    |
| Marco Pinto Ferrer             | Talonneur        | 11 novembre 1987  | Espagne              | 14 (0)        | US Oyonnax rugby                         | 2012                    |
| Steve Fualau                   | Talonneur        | 3 août 1987       | Samoa                | 2 (0)         | Melbourne Rebels                         | 2014                    |
| Dorian Marco-Pena              | Talonneur        | 14 août 1996      | France               | -             | Formé au club                            | 2016                    |
| Éloi Massot                    | Troisième ligne  | 10 octobre 1990   | France               | -             | CSA Bourgoin                             | 2012                    |
| Lua Lokotui                    | Deuxième ligne   | 31 décembre 1979  | Tonga                | 28 (15)       | Gloucester RFC                           | 2014                    |
| Yassine Maamry                 | Deuxième ligne   | 8 juillet 1993    | Maroc                | 2 (0)         | Provence rugby                           | 2016                    |
| Ruan du Preez                  | Deuxième ligne   | 1er avril 1995    | Afrique du Sud       | -             | Formé au club                            | 2016                    |
| Mathias Marie                  | Deuxième ligne   | 9 janvier 1991    | France               | -             | FC Grenoble                              | 2017                    |
| Benjamin Desroches             | Deuxième ligne   | 29 octobre 1989   | France               | -             | SC Albi                                  | 2017                    |
| Julien Goux                    | Deuxième ligne   | 2 mars 1996       | France               | -             | Lyon OU                                  | 2017                    |
| François Ramoneda              | Troisième ligne  | 31 août 1986      | France               | -             | Formé au club                            | 2008                    |
| Rémi Bourdeau                  | Troisième ligne  | 27 février 1992   | France               | -             | Formé au club                            | 2014                    |
| Jean-Baptiste Barrère          | Troisième ligne  | 15 décembre 1989  | France               | -             | Section paloise                          | 2015                    |
| Thomas Hoarau                  | Troisième ligne  | 1er juin 1995     | France               | -             | RC Toulon                                | 2016                    |
| Karl Wilking                   | Troisième ligne  | 8 février 1996    | Angleterre           |               | Formé au club                            | 2016                    |
| Jonathan Best                  | Troisième ligne  | 2 mars 1983       | Algérie              | 2 (0)         | FC Grenoble                              | 2017                    |
| Tyrone Viiga                   | Troisième ligne  | 9 juin 1991       | Îles Cook            | 3 (0)         | Greater Sydney Rams                      | 2017                    |
| Grégory Annetta                | Troisième ligne  | 30 décembre 1994  | France               | -             | RC Toulon                                | 2017                    |
| Maxime Cèbe                    | Troisième ligne  | 7 octobre 1996    | France               | -             | Formé au club                            | 2017                    |
| Wiaan Liebenberg               | Troisième ligne  | 31 août 1992      | Afrique du Sud       | -             | Montpellier HR                           | 2017                    |
| Joshua Valentine               | Demi de mêlée    | 22 février 1983   | Australie            | 5 (0)         | RC Narbonne                              | 2014                    |
| Paul Champin                   | Demi de mêlée    | 25 mars 1995      | France               | -             | Montpellier HR                           | 2015                    |
| Julien Blanc                   | Demi de mêlée    | 4 octobre 1992    | France               | -             | US Oyonnax                               | 2016                    |
| Thibault Suchier               | Demi d'ouverture | 20 juin 1991      | France               | -             | Lyon OU                                  | 2013                    |
| Lachie Munro                   | Demi d'ouverture | 27 novembre 1986  | Nouvelle-Zélande     | -             | Lyon OU                                  | 2015                    |
| Victor Dreuille                | Demi d'ouverture | 24 juillet 1998   | France               | -             | Formé au club                            | 2016                    |
| Benjamin Waterlot              | Demi d'ouverture | 4 mars 1999       | France               | -             | Stade dijonnais                          | 2017                    |
| Simon Chevtchenko              | 3/4 centre       | 24 septembre 1984 | France               | -             | Entente Vendres/Lespignan                | 2010                    |
| Sébastien Max                  | 3/4 centre       | 9 janvier 1988    | France               | -             | Montpellier HR                           | 2011                    |
| Jordan Puletua                 | 3/4 centre       | 28 février 1990   | Nouvelle-Zélande     | -             | FC Auch                                  | 2014                    |
| Victor Pisano                  | 3/4 centre       | 17 août 1994      | France               | -             | Formé au club                            | 2015                    |
| Wesley Douglas                 | 3/4 centre       | 28 novembre 1996  | Angleterre           | -             | Formé au club                            | 2016                    |
| Rodney Iona                    | 3/4 centre       | 17 août 1991      | Australie            | -             | Canberra Vikings                         | 2016                    |
| Lucas Daminiani                | 3/4 centre       | 8 juillet 1995    | France               | -             | RC Narbonne                              | 2016                    |
| Apimeleki Nawaqatabu           | 3/4 centre       | 3 février 1995    | Fidji                | -             | USA Perpignan                            | 2017                    |
| Elijah Niko                    | 3/4 aile         | 11 septembre 1990 | Nouvelle-Zélande     | -             | SC Albi                                  | 2016                    |
| Sabri Gmir                     | 3/4 aile         | 14 février 1986   | Tunisie              | 1 (0)         | Rugby club de Compiègne                  | 2010                    |
| Morad Touizni                  | 3/4 aile         | 27 juillet 1992   | France               | -             | Formé au club                            | 2012                    |
| Alipate Ratini                 | 3/4 aile         | 17 février 1991   | Fidji                | -             | USA Perpignan                            | 2017                    |
| Jean-Baptiste Peyras-Loustalet | Arrière          | 5 janvier 1984    | France               | 1 (0)         | Union Bordeaux Bègles                    | 2013                    |
| Robin Aulas                    | Arrière          | 17 juillet 1996   | France               | -             | Formé au club                            | 2016                    |
| Jérôme Porical                 | Arrière          | 20 septembre 1985 | France               | 4 (0)         | Lyon OU                                  | 2017                    |

### Statistiques

#### Championnat de France
Meilleurs réalisateurs
| Rang | Joueur                | Poste            | Points | Essais | Transf. | Pén. | Drops |
| ---- | --------------------- | ---------------- | ------ | ------ | ------- | ---- | ----- |
| 1    | Thibault Suchier      | Demi d'ouverture | 190    | 8      | 24      | 33   | 1     |
| 2    | Jérôme Porical        | Arrière          | 132    | 2      | 19      | 28   | 0     |
| 3    | Jean-Baptiste Barrère | Troisième ligne  | 20     | 4      | 0       | 0    | 0     |
| 3    | Marco Pinto Ferrer    | Talonneur        | 20     | 4      | 0       | 0    | 0     |
| 3    | Morad Touizni         | 3/4 aile         | 20     | 4      | 0       | 0    | 0     |
| 3    | Tyrone Viiga          | Troisième ligne  | 20     | 4      | 0       | 0    | 0     |

Meilleurs marqueurs
| Rang | Joueur                | Poste            | Essais |
| ---- | --------------------- | ---------------- | ------ |
| 1    | Thibault Suchier      | Demi d'ouverture | 8      |
| 2    | Jean-Baptiste Barrère | Troisième ligne  | 4      |
| 3    | Marco Pinto Ferrer    | Talonneur        | 4      |
| 4    | Morad Touizni         | 3/4 aile         | 4      |
| 5    | Tyrone Viiga          | Troisième ligne  | 4      |